# بيترو أرنولفو
بيترو أرنولفو (بالإيطالية: Pietro Arnulfo)‏ هو لاعب كرة قدم إيطالي في مركز الهجوم، ولد في 13 سبتمبر 1988 في جنوة في إيطاليا. لعب مع نادي سامبدوريا.